# Châtillon-sur-Marne
Châtillon-sur-Marne è un comune francese di 849 abitanti situato nel dipartimento della Marna nella regione Grand Est.
Dal 1º marzo 2006 dal suo territorio è stato scorporato il comune di Cuisles.

## Società

### Evoluzione demografica

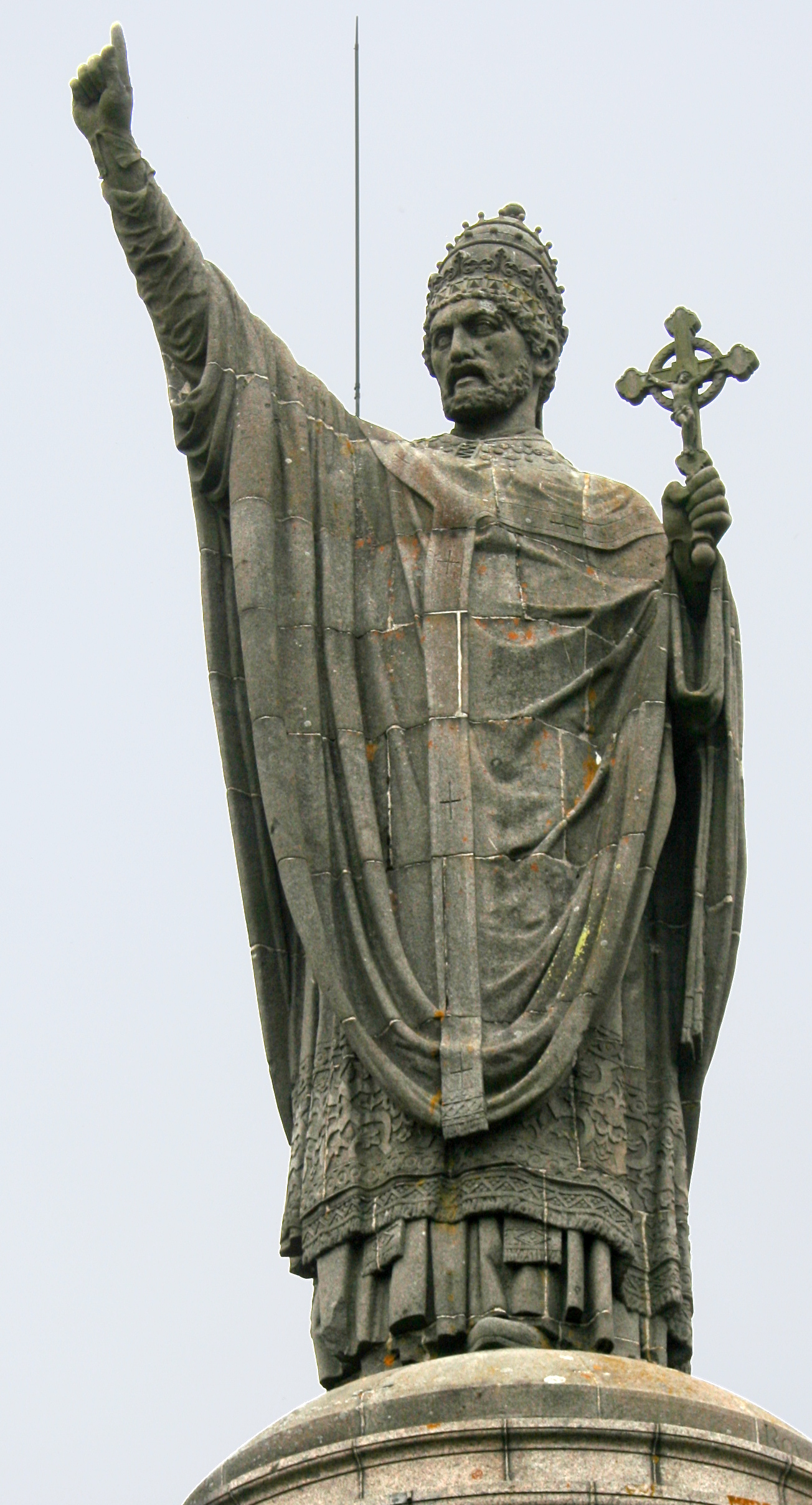
Statua di papa Urbano II a Châtillon-sur-Marne, luogo dove si presume sia nato

Abitanti censiti